# Centrès
Centrès – miejscowość i gmina we Francji, w regionie Oksytania, w departamencie Aveyron. W 2013 roku jej populacja wynosiła 538 mieszkańców. Przez gminę przepływają rzeki Viaur oraz Céor, natomiast na pograniczu gmin Cassagnes-Bégonhès i Centrès swoje źródła ma rzeka Hume. 